# USS Connecticut (BB-18)
O USS Connecticut foi um couraçado pré-dreadnought operado pela Marinha dos Estados Unidos e a primeira embarcação da classe Connecticut, seguido pelo USS Louisiana, USS Vermont, USS Kansas, USS Minnesota e USS New Hampshire. Construído a partir de março de 1903 no Estaleiro Naval de Nova Iorque, foi lançado ao mar em setembro do ano seguinte e comissionado em setembro de 1906. Era armado com uma bateria principal de quatro canhões de 305 milímetros montados em duas torres de artilharia duplas, tinha um deslocamento carregado de quase dezoito mil toneladas e conseguia alcançar uma velocidade máxima de dezoito nós.
O Connecticut teve uma carreira relativamente tranquila, que envolveu principalmente exercícios de rotina. Ele atuou como a capitânia norte-americana durante a Exposição de Jamestown em meados de 1907, enquanto no final do ano partiu para uma volta ao mundo como a capitânia da Grande Frota Branca, retornando para casa em 1909. Depois disso realizou viagens diplomáticas para portos estrangeiros e atuou em áreas de agitação para proteger interesses norte-americanos. Foi usado como navio-escola durante a Primeira Guerra Mundial e ao final conflito como transporte de tropas para repatriar soldados norte-americanos. Foi descomissionado em 1923 e desmontado pouco depois.

## Projeto
O Connecticut tinha 139 metros de comprimento total e tinha uma boca de 23 metros e calado de sete metros. Ele deslocava 16 mil toneladas conforme projetado e até 17.949 toneladas em plena carga. O navio era movido por motores a vapor de expansão tripla de dois eixos avaliados em 16 500 cavalos de potência, com vapor fornecido por doze caldeiras Babcock & Wilcox movidas a carvão canalizadas em três funis. O sistema de propulsão proporcionava ao encouraçado uma velocidade máxima de dezoito nós (33 quilômetros por hora). Como construído, ele foi equipado com mastros militares, mas estes foram rapidamente substituídos por equivalentes treliçados em 1909. Ele tinha uma tripulação de 827 oficiais e homens alistados, embora isso tenha aumentado para 881 e depois para 896 após atualizações.
O navio estava armado com uma bateria principal de quatro canhões de 305 milímetros e 45 calibres em duas torres de canhão gêmeas na linha central, uma à frente e outra à ré. A bateria secundária consistia em oito canhões de 203 milímetros e 45 calibres e doze canhões de 178 milímetros e 45 calibres. Os canhões de 203 milímetros foram montados em quatro torres gêmeas no meio do navio e os canhões de 178 milímetros foram colocados em casamatas no casco. Para defesa de curto alcance contra torpedeiros, ele carregava vinte canhões de 76 milímetros e 50 calibres montados em casamatas ao longo da lateral do casco e doze canhões de 3 libras. Ele também carregava quatro canhões de 37 milímetros. Como era padrão para os navios capitais da época, o Connecticut carregava quatro tubos de torpedo de 533 milímetros, submersos em seu casco na lateral.
O cinturão blindado principal do Connecticut tinha 279 milímetros de espessura sobre os paióis e os espaços das máquinas de propulsão e 152 milímetros em outros lugares. As torres de canhão da bateria principal tinham 305 milímetros em seus lados, e as barbetas de sustentação tinham 254 milímetros de blindagem. As torres secundárias tinham 178 milímetros de blindagem frontal. A torre de comando tinha 229 milímetros de blindagem nas laterais.

## Histórico de serviço

### Construção

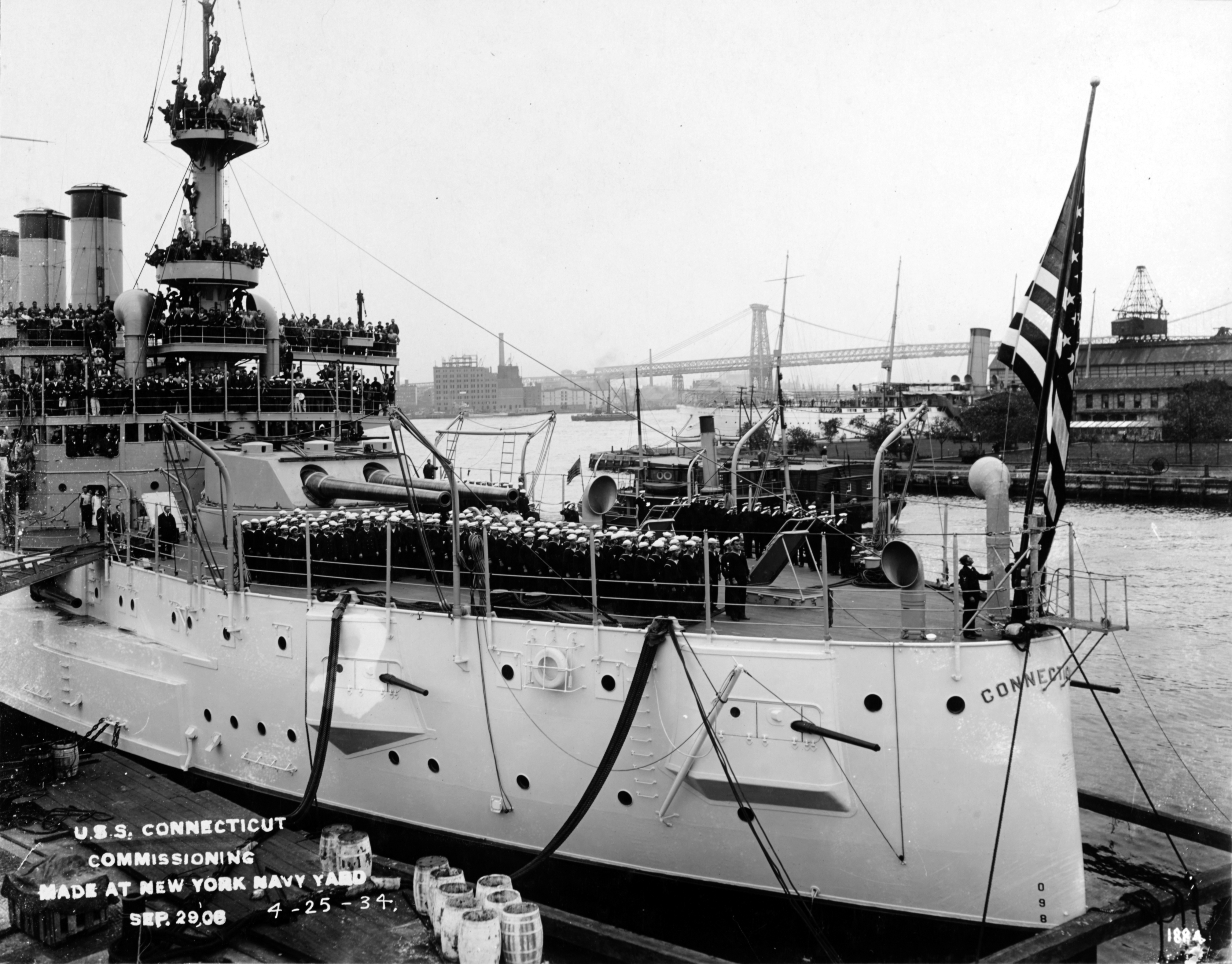
Cerimônias de comissionamento do Connecticut, 29 de setembro de 1906

O Connecticut foi ordenado em 1.º de julho de 1902. Em 15 de outubro de 1902, seu contrato foi concedido ao Estaleiro Naval de Nova York. Ele teve sua quilha batida em 10 de março de 1903, sendo lançado em 29 de setembro de 1904. Ele foi patrocinado pela senhorita Alice B. Welles, neta de Gideon Welles, secretário da Marinha durante a Guerra Civil Americana. Uma multidão de mais de trinta mil pessoas compareceu ao lançamento, assim como muitos dos navios da Marinha. Os encouraçados Texas, Massachusetts, Iowa, Kearsarge, Illinois, Alabama, Maine e Missouri estiveram na cerimônia, juntamente com os cruzadores protegidos Columbia e Minneapolis e o cruzador auxiliar Prairie.
Três tentativas de sabotar o navio foram descobertas em 1904. Em 31 de março, rebites nas placas da quilha foram encontrados perfurados. Em 14 de setembro, um parafuso de 35 milímetros foi encontrado cravado na linha de lançamento do navio, onde se projetava cerca de 130 milímetros. Pouco depois do Connecticut ser lançado em 29 de setembro, um buraco de 25 milímetros de diâmetro foi descoberto perfurado através da quilha de aço. Os compartimentos e bombas estanques do navio impediram que ele afundasse e todos os danos foram reparados. O motivo, especulava-se na época, seria a tensão a respeito da sindicalização do estaleiro. Nenhum suspeito chegou a ser nomeado. Os incidentes levaram a Marinha a colocar guardas armados no estaleiro, e uma vigilância noturna foi mantida por um rebocador da Marinha tripulado por fuzileiros navais que tinha ordens de atirar para matar qualquer pessoa não autorizada que tentasse se aproximar do navio.
Como o Connecticut estava apenas 55% completo quando ele foi lançado, faltando a maior parte de seu convés superior, blindagem, maquinário e armamento, se passaram dois anos antes do Connecticut ser comissionado em 29 de setembro de 1906. O capitão William Swift foi o primeiro comandante do novo encouraçado. O Connecticut partiu de Nova York pela primeira vez em 15 de dezembro de 1906, tornando-se o primeiro navio da Marinha dos Estados Unidos a ir para o mar sem testes prévios. Ele viajou primeiro para o sul, para Virginia Capes, onde conduziu uma variedade de exercícios de treinamento; isso foi seguido por um cruzeiro de prática de batalha ao largo de Cuba e Porto Rico. Durante o cruzeiro, ele participou de uma busca pelo navio desaparecido Ponce.
Em 13 de janeiro de 1907, o Connecticut colidiu com um recife ao entrar no porto da Ilha de Culebra. A Marinha não divulgou nenhuma informação sobre o encalhe até que despachos de imprensa de San Juan, trazendo notícias do incidente, chegaram ao continente em 23 de janeiro. Mesmo assim, as autoridades da Marinha em San Juan alegaram desconhecer a situação, e, no mesmo dia, o próprio Departamento da Marinha disse saber apenas que o capitão Swift pensou que ele havia tocado o fundo e que um exame do fundo do navio por mergulhadores não revelou nenhum dano. A Marinha corrigiu isso no dia seguinte, divulgando uma declaração de que o Connecticut havia sido apenas ligeiramente danificado e havia retornado ao seu cruzeiro de preparação. No entanto, os danos ao navio foram muito mais graves do que a Marinha admitiu; em contraste com uma declaração oficial dizendo que o Connecticut apenas "tocou" as rochas; o navio, na verdade, navegou em direção ao recife ao atravessar "um curso bem marcado com boias" em "plena luz do dia" e causou danos suficientes para provavelmente exigir um reparo na doca seca. Essa aparente tentativa de encobrimento foi suficiente para que o Congresso dos Estados Unidos considerasse um inquérito oficial sobre o assunto.

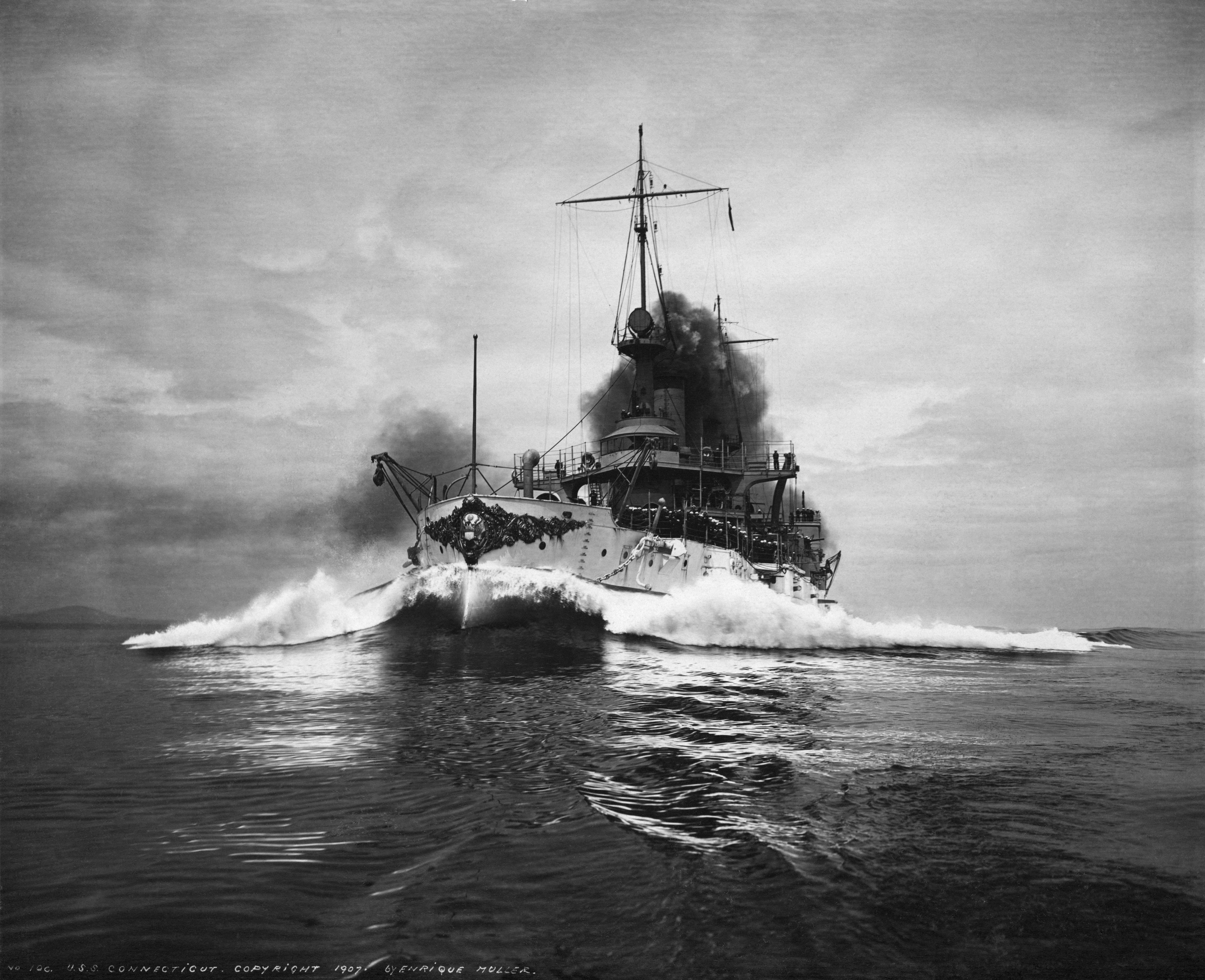
O Connecticut em seus testes de velocidade em 1906 ou 1907. O barco de onde esta foto foi tirada está prestes a ser inundado pela onda de proa que emana do encouraçado

Em 21 de março, a Marinha anunciou que Swift seria submetido à corte marcial por "pela negligência, fazer um navio bater em uma rocha" e "negligência do dever em relação ao acima" [anterior]. Junto com o oficial do convés no momento do acidente, tenente Harry E. Yarnell, Swift enfrentou uma corte marcial de sete contra-almirantes, um capitão e um tenente. Ele foi condenado a um ano de suspensão do serviço, posteriormente reduzido para nove meses; após cerca de seis meses, a sentença foi remetida em 24 de outubro. No entanto, ele não recebeu o comando de outro navio.
O Connecticut voltou para Hampton Roads depois disso, chegando em 16 de abril; quando ele chegou, o contra-almirante Robley D. Evans, comandante da Frota do Atlântico, transferiu sua bandeira do Maine para o Connecticut, tornando-o a nau capitânia da frota. O presidente Theodore Roosevelt abriu a Exposição de Jamestown em 25 de abril, e o Connecticut foi nomeado o anfitrião oficial dos navios que vinham de outros países. Marinheiros e fuzileiros navais do navio participaram de vários eventos em terra, e dignitários estrangeiros, juntamente com os governadores de Virgínia e Rhode Island, foram recebidos a bordo do navio em 29 de abril. Evans encerrou a Exposição em 4 de maio, no tombadilho do Connecticut. Em 10 de junho, o Connecticut juntou-se à Revisão da Frota Presidencial; ele partiu três dias depois para uma reforma no Estaleiro Naval de Nova York. Após a reforma, o Connecticut conduziu manobras em Hampton Roads e prática de tiro ao alvo em Cape Cod. Ele foi ordenado de volta ao Estaleiro Naval de Nova York, mais uma vez em 6 de setembro, para uma reforma que o tornaria adequado para uso como nau capitânia da Grande Frota Branca.

### Nau capitânia da Grande Frota Branca

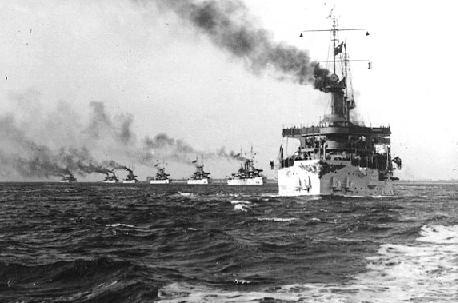
O Connecticut lidera o caminho para a Grande Frota Branca em 1907

O cruzeiro da Grande Frota Branca foi concebido como uma forma de demonstrar o poderio militar americano, particularmente ao Japão. As tensões começaram a aumentar entre os Estados Unidos e o Japão após a vitória deste último na Guerra Russo-Japonesa em 1905, particularmente sobre a oposição racista à imigração japonesa para os Estados Unidos. A imprensa de ambos os países começou a clamar pela guerra, e Roosevelt esperava usar a demonstração de poderio naval para deter a agressão japonesa. O Connecticut deixou o Estaleiro Naval de Nova York, em 5 de dezembro de 1907, e chegou no dia seguinte a Hampton Roads, onde a Grande Frota Branca se reuniria com ele como nau capitânia. Após um período de oito dias conhecido como "Semana de Despedida da Marinha", durante o qual foram realizadas festividades para os marinheiros que partiam e todos os 16 encouraçados se abasteceram até o fim dos estoques de carvão, provisões e munições, os navios estavam prontos para partir. Os capitães dos encouraçados prestaram homenagem ao presidente Theodore Roosevelt no iate presidencial Mayflower, e todos os navios levantaram âncora e partiram às 10h00. Eles passaram em revista pelo presidente e começaram a viajar para o sul.
Depois de passar pelo Cabo Hatteras, a frota se dirigiu para o Caribe. Aproximaram-se de Porto Rico, em 20 de dezembro, avistaram a Venezuela em 22 de dezembro, e posteriormente ancoraram em Port of Spain, capital de Trinidad, fazendo a primeira visita portuária da Grande Frota Branca. Com a flotilha de barcos torpedeiros que havia deixado Hampton Roads, duas semanas antes, e cinco carvoeiros para encher os depósitos de carvão da frota, Port of Spain tinha um total de 32 navios da Marinha dos EUA no porto, tornando-a "[semelhante] a uma Base da Marinha".
Após passar o Natal em Trinidad, os navios partiram para o Rio de Janeiro, no dia 29 de dezembro. Uma escolta cerimonial brasileira de três cruzadores encontrou a força-tarefa 22 quilômetros fora do Rio, e "milhares de brasileiros enlouquecidos enfileiraram-se na costa"; seguiram-se 10 dias de cerimônias, jogos e festividades, e a escala foi tão bem-sucedida que a visita foi a causa de um grande impulso nas relações EUA-Brasil. A frota deixou o Rio em 22 de janeiro de 1908, ainda rumo ao sul, desta vez com destino ao porto de carvão de Punta Arenas, no Chile.
Quatro cruzadores da Argentina, San Martin, Buenos Ayres, 9 De Julio e Pueyrredon, todos sob o comando do Almirante Hipólito Oliva, navegaram 560 quilômetros para saudar os navios americanos a caminho do Chile. A frota chegou a Punta Arenas, no dia 1º de fevereiro, e passou cinco dias na cidade de 14 mil habitantes. Seguindo para o norte, seguiram pela costa do Chile, passando em revista ao presidente chileno Pedro Montt em 14 de fevereiro, fora de Valparaíso, e foram escoltados até Callao, no Peru, pelo cruzador Coronel Bolognesi em 19 e 20 de fevereiro. O presidente do Peru, José Pardo, embarcou no Connecticut nessa época, pois o contra-almirante Evans estava muito doente e não pôde desembarcar. Depois de carvoar, os navios partiram para o México, no dia 29 de fevereiro, passando em revista o cruzador Almirante Grau, que tinha embarcado Pardo, antes de partir.

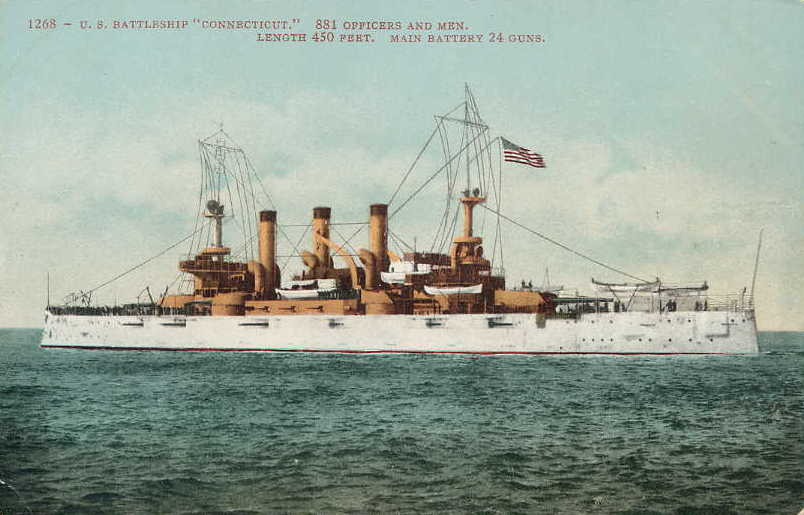
Postal do navio publicado em San Francisco

Chegando ao México, no dia 20 de março, a frota passou por três semanas de tiro ao alvo. O contra-almirante Evans foi dispensado do comando durante este tempo, pois estava completamente acamado e com dores constantes, em 30 de março, o Connecticut partiu para o norte a toda velocidade. Ele foi recebido dois dias depois pela escuna Yankton, que levou o almirante a um hospital. O Connecticut viajou de volta para o sul para se juntar à frota, e o contra-almirante Charles M. Thomas assumiu o lugar de Evans no Connecticut como comandante da frota, que continuou sua jornada para o norte, com destino à Califórnia.
Em 5 de maio, Evans voltou ao Connecticut a tempo para a frota navegar pelo Golden Gate em 6 de maio, embora ainda sentisse dores. Mais de um milhão de pessoas assistiram à frota de 42 navios navegar para a baía. Após um grande desfile por São Francisco, uma revisão da frota pelo Secretário da Marinha Victor H. Metcalf, uma recepção de gala, e um discurso de despedida de Evans (que estava se aposentando devido à doença e à idade), a frota rumou de São Francisco, para Seattle, com o contra-almirante Charles Stillman Sperry como comandante. Todos os navios passaram por reformas antes da próxima etapa da viagem. A frota deixou a Costa Oeste novamente em 7 de julho, com destino ao Havaí, onde chegou em 16 de julho.
Saindo do Havaí, em 22 de julho, os navios pararam em seguida em Auckland, Sydney e Melbourne. O mar alto e os ventos atrapalharam os navios durante parte da viagem para a Nova Zelândia, mas eles chegaram em 9 de agosto; festividades, desfiles, bailes e jogos marcavam as visitas a cada cidade. O destaque da visita australiana foi um desfile de 12 mil militares da Marinha dos EUA, da Marinha Real e da Commonwealth na frente de 250 mil pessoas.

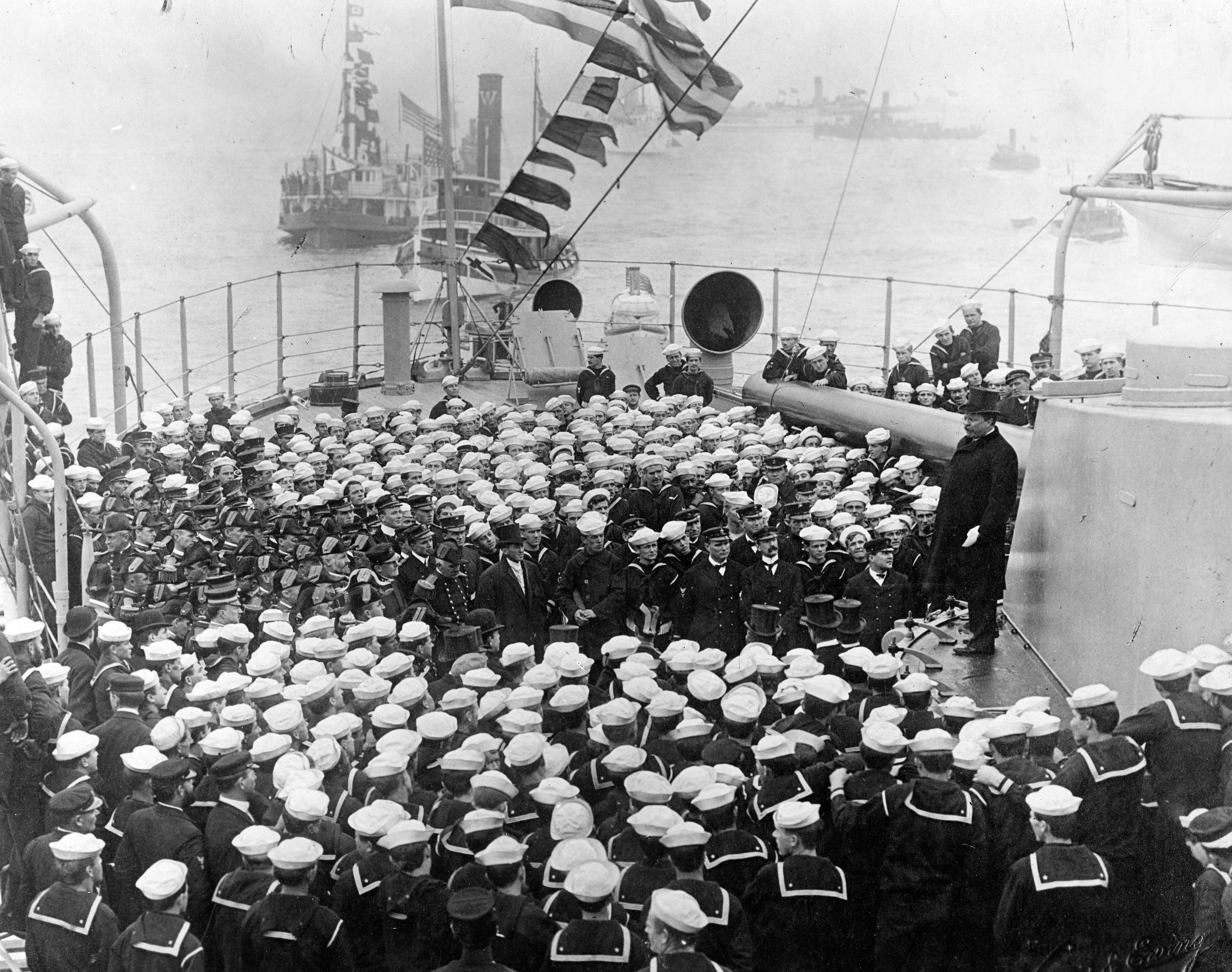
Theodore Roosevelt (na torre de canhão de 305 milímetros à direita) dirige-se à tripulação do Connecticut

Após escalar em Manila, nas Filipinas, a frota partiu para Yokohama, no Japão. Eles encontraram um tufão no caminho em 12 de outubro, mas nenhum navio foi perdido; a frota atrasou apenas 24 horas. Depois que três navios de guerra japoneses e seis navios mercantes escoltaram os americanos, as festividades começaram. As comemorações culminaram em Uraga, onde o comodoro Matthew C. Perry ancorou pouco mais de 50 anos antes. Os navios partiram em 25 de outubro. Após três semanas de exercícios na Baía de Subic, nas Filipinas, os navios navegaram para o sul em 1.º de dezembro, para Cingapura; não pararam por aí, porém, saindo da cidade no dia 6 de dezembro. Continuando, pararam em Colombo, para carvoar de 12 a 20 de dezembro, antes de embarcar para o Canal de Suez. Demorou três dias para todos os 16 encouraçados atravessarem o canal, embora estivesse fechado para todo o tráfego de outros navios. Eles então se dirigiram para uma parada de carvão em Porto Saíde, Egito, após o que a frota se dividiu em divisões individuais para escalar diferentes portos no Mediterrâneo. A Primeira Divisão, da qual o Connecticut fazia parte, originalmente planejava visitar a Itália, antes de seguir para Villefranche, mas o Connecticut e o Illinois foram rapidamente despachados para o sul da Itália, em uma missão humanitária quando a notícia de um terremoto chegou à frota. Marinheiros dos navios ajudaram a limpar os destroços e descarregar suprimentos do navio de abastecimento refrigerado da Marinha dos EUA Culgoa; O almirante Sperry recebeu os agradecimentos pessoais do rei Vítor Emmanuel III por sua ajuda.
Concluídas as escalas nos portos, os navios seguiram para Gibraltar, onde encontraram um conglomerado de navios de guerra de muitas nações diferentes esperando por eles "com conveses guarnecidos e buzinas tocando": os encouraçados HMS Albemarle e HMS Albion com o cruzador HMS Devonshire e o Segundo Esquadrão de Cruzadores representaram a Marinha Real da Grã-Bretanha, os encouraçados Tsesarevich e Slava com os cruzadores Admiral Makarov, Bogatyr e Oleg representaram a Marinha Imperial Russa, e várias canhoneiras representaram a França e a Holanda. Depois de abastecer por cinco dias, os navios partiram e voltaram para casa em 6 de fevereiro de 1909.
Depois de resistir a algumas tempestades, os navios encontraram nove de seus companheiros da Marinha dos EUA a cinco dias de Hampton Roads: quatro encouraçados (Maine, Mississippi, Idaho e New Hampshire - sendo este último o único irmão de Connecticut a não fazer o cruzeiro), dois cruzadores blindados e três cruzadores de reconhecimento. O Connecticut então conduziu todos esses navios de guerra ao redor do Tail-of-the-Horseshoe Lightship em 22 de fevereiro para passar em revista ao presidente Roosevelt, que estava então no iate presidencial ancorado em Old Point Comfort, encerrando uma viagem de 86.542 quilômetros. Roosevelt embarcou no navio depois que ele ancorou e fez um breve discurso, dizendo: "Vocês fizeram a proeza. Outras nações podem fazer o que vocês fizeram, mas elas o seguirão."

### Pré-Primeira Guerra Mundial

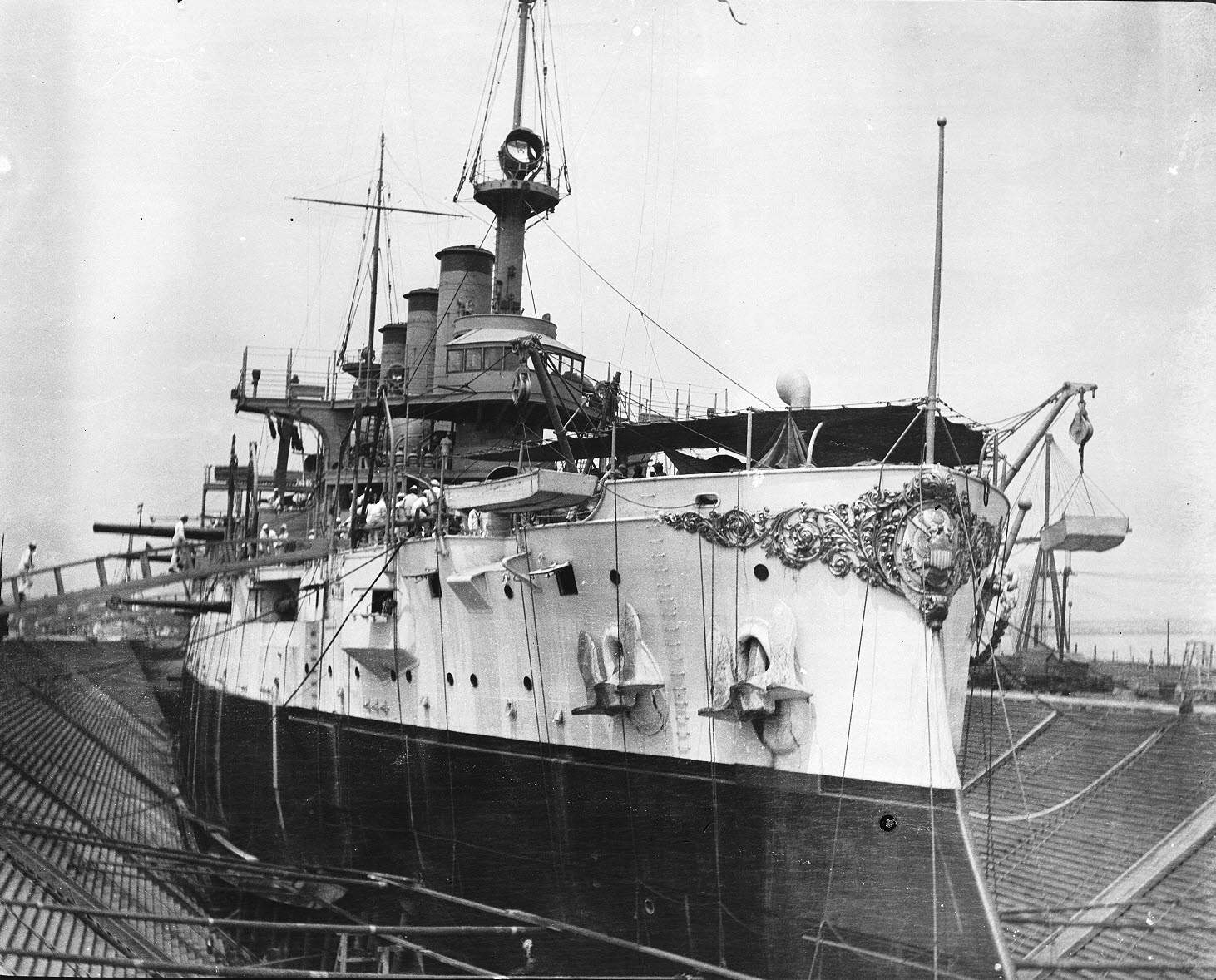
O Connecticut em doca seca no Brooklyn Naval Yard após o cruzeiro mundial em março de 1909

Após seu retorno do cruzeiro mundial, o Connecticut continuou a servir como nau capitânia da Frota do Atlântico, interrompido apenas por uma revisão em março de 1909 no New York Navy Yard. Depois de se juntar à frota, ele cruzou a Costa Leste de sua base em Norfolk, Virgínia. Pelo resto de 1909, o encouraçado conduziu treinamento e participou de cerimônias, como a Celebração Hudson-Fulton. No início de janeiro de 1910, o Connecticut partiu para águas cubanas e lá permaneceu até o final de março, quando voltou a Nova York para uma reforma. Depois de vários meses conduzindo manobras e treinos de batalha na costa da Nova Inglaterra, ele partiu para a Europa em 2 de novembro para fazer um cruzeiro de treinamento de aspirantes. Ele chegou a Portland, Inglaterra, em 15 de novembro e esteve presente durante a comemoração do aniversário de 1.º de dezembro da rainha Alexandra, a rainha-mãe. Em seguida, o Connecticut visitou Cherbourg, França, onde recebeu visitantes da cidade e também recebeu o comandante-em-chefe da Marinha Francesa Vice-Amiral Laurent Marin-Darbel, e uma delegação de seus oficiais. Enquanto estava lá, a tripulação de um barco do Connecticut competiu com uma tripulação do encouraçado francês Charles Martel em uma corrida de remo; O Connecticut venceu por doze comprimentos. O Connecticut partiu das águas francesas para a Baía de Guantánamo, Cuba, em 30 de dezembro, e lá permaneceu até 17 de março, quando partiu para Hampton Roads.
O Connecticut foi o líder dos navios que passaram em revista durante a Revista Presidencial da Frota em Nova York, em 2 de novembro; ele então permaneceu lá, até 12 de janeiro de 1912, quando retornou à Baía de Guantánamo. Durante uma revisão em março no Philadelphia Naval Yard, o encouraçado renunciou ao seu papel de nau capitânia em favor do cruzador blindado Washington. Após a conclusão da revisão, as atividades do Connecticut até o final de 1912 incluíram a prática com torpedos em Fort Pond Bay, conduzindo manobras de frota e prática de batalha em Block Island e Virginia Capes. Parando em Nova York, o Connecticut conduziu exercícios de treinamento na Baía de Guantánamo de 13 de fevereiro a 20 de março; durante este tempo (no dia 28), ele mais uma vez se tornou a nau capitânia da Frota do Atlântico por um breve e último tempo, como "nau de transição", enquanto o contra-almirante Charles J. Badger transferia sua bandeira de Wyoming para Utah. Depois de abastecer na Filadélfia, o Connecticut navegou para o México e chegou em 22 de abril; ele deveria patrulhar as águas perto de Tampico e Vera Cruz, protegendo os cidadãos e interesses americanos durante os distúrbios ali e no Haiti.

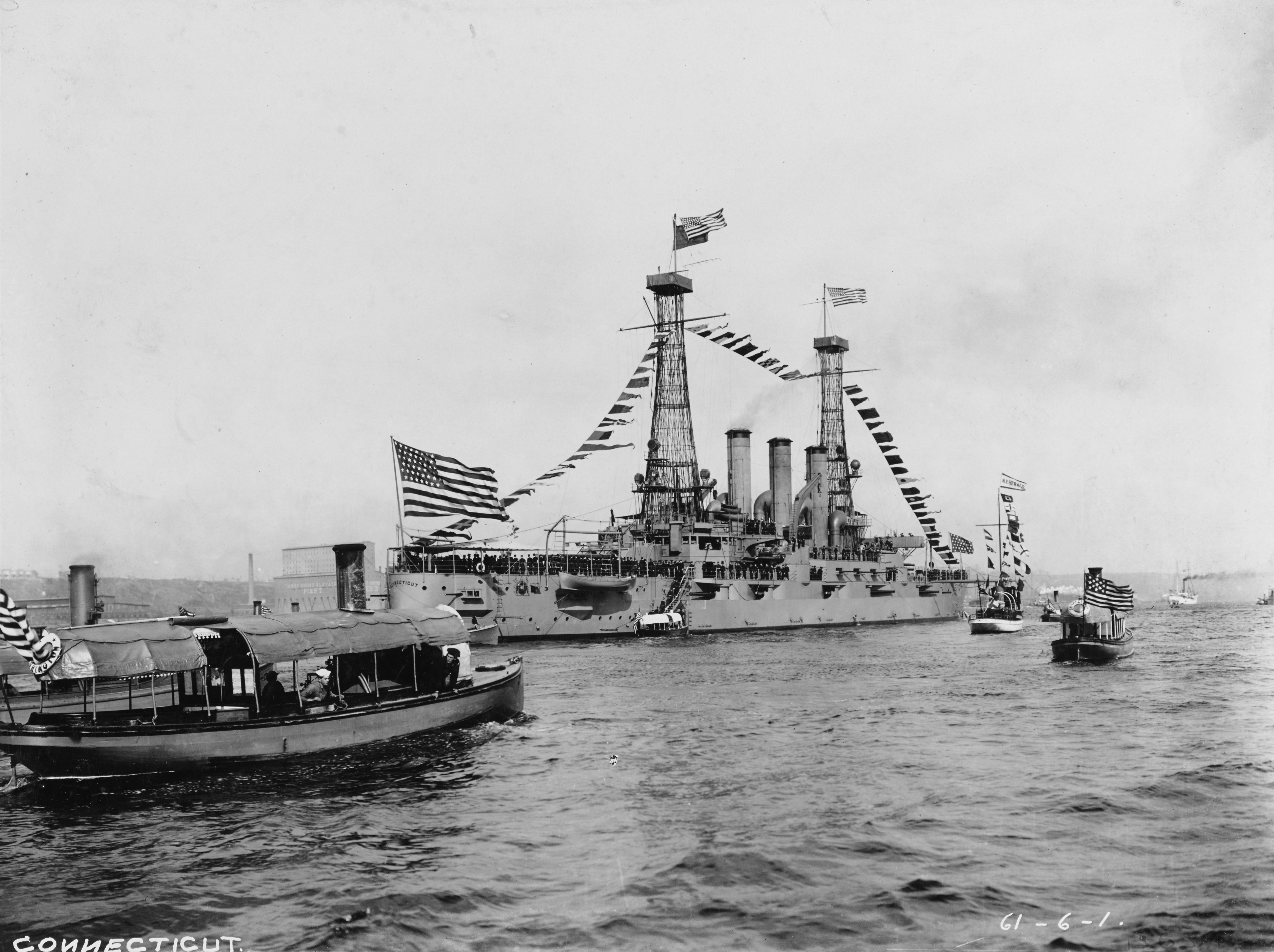
Connecticut saudando o iate presidencial Mayflower durante a revisão da frota presidencial em 1911

Em 22 de junho de 1912, o Connecticut partiu das águas mexicanas para a Filadélfia, onde ficou em doca seca por três meses para reparos. Após a conclusão, o encouraçado conduziu a prática de artilharia ao largo de Virginia Capes. Em 23 de outubro, o navio tornou-se a nau capitânia da Quarta Divisão de Encouraçados. Depois que a divisão passou em revista perante o Secretário da Marinha George von Lengerke Meyer no dia 25, o Connecticut partiu para Gênova, Itália, onde permaneceu até 30 de novembro. O encouraçado partiu da Itália para Vera Cruz e chegou no dia 23 de dezembro. Ele levou refugiados do México para Galveston e carregou oficiais do Exército e representantes da Cruz Vermelha na direção oposta.
Em 29 de maio de 1914, ainda no México, o Connecticut renunciou ao cargo de nau capitânia em favor do Minnesota, mas permaneceu no México, até 2 de julho, quando partiu para Havana. Chegando lá em 8 de julho, o Connecticut embarcou Madison R. Smith, o ministro dos Estados Unidos no Haiti, e o levou para Porto Príncipe, chegando cinco dias depois. O Connecticut permaneceu no Haiti por um mês, depois partiu para a Filadélfia em 8 de agosto e chegou lá em 14 de agosto.
O Connecticut então foi para Maine e Virginia Capes, para prática de batalha, após a qual ele foi para o Philadelphia Naval Yard para uma revisão. Depois de mais de 15 semanas, o Connecticut foi liberado em 15 de janeiro de 1915 e navegou para o sul até Cuba, onde conduziu exercícios de treinamento. Durante as manobras lá em março de 1915, uma corrente se enrolou em sua hélice de estibordo, quebrando o eixo e forçando seu retorno à Filadélfia, para reparos. Ele permaneceu lá até 31 de julho, quando embarcou 433 homens do Segundo Regimento da Primeira Brigada do Corpo de Fuzileiros Navais dos Estados Unidos a fim de transportá-los para Porto Príncipe, onde desembarcaram em 5 de agosto, como parte da ocupação americana do Haiti. O Connecticut entregou suprimentos para tropas anfíbias em Cabo Haitiano, em 5 de setembro, e permaneceu perto do Haiti, pelos próximos meses, apoiando grupos de desembarque em terra, incluindo destacamentos de fuzileiros navais e marinheiros do Connecticut sob o comando do Major Smedley Butler. Depois de deixar o Haiti, o Connecticut chegou à Filadélfia, em 15 de dezembro, e foi colocado na Frota de Reserva do Atlântico.

### Primeira Guerra Mundial
Como parte da resposta dos EUA à guerra submarina irrestrita da Alemanha, o Connecticut foi recomissionado em 3 de outubro de 1916. Dois dias depois, o almirante Herbert O. Dunn fez dele a nau capitânia da Quinta Divisão de Encouraçados, transferindo sua bandeira de Minnesota. O Connecticut operou ao longo da costa leste e no Caribe até que os Estados Unidos entraram na Primeira Guerra Mundial em 6 de abril de 1917. Durante a guerra, o Connecticut foi baseado em York River, Virgínia. Mais de mil estagiários — aspirantes e tripulantes de navios mercantes armados — participaram de exercícios enquanto ele navegava na Baía de Chesapeake e ao largo de Virginia Capes.

### Período entreguerras

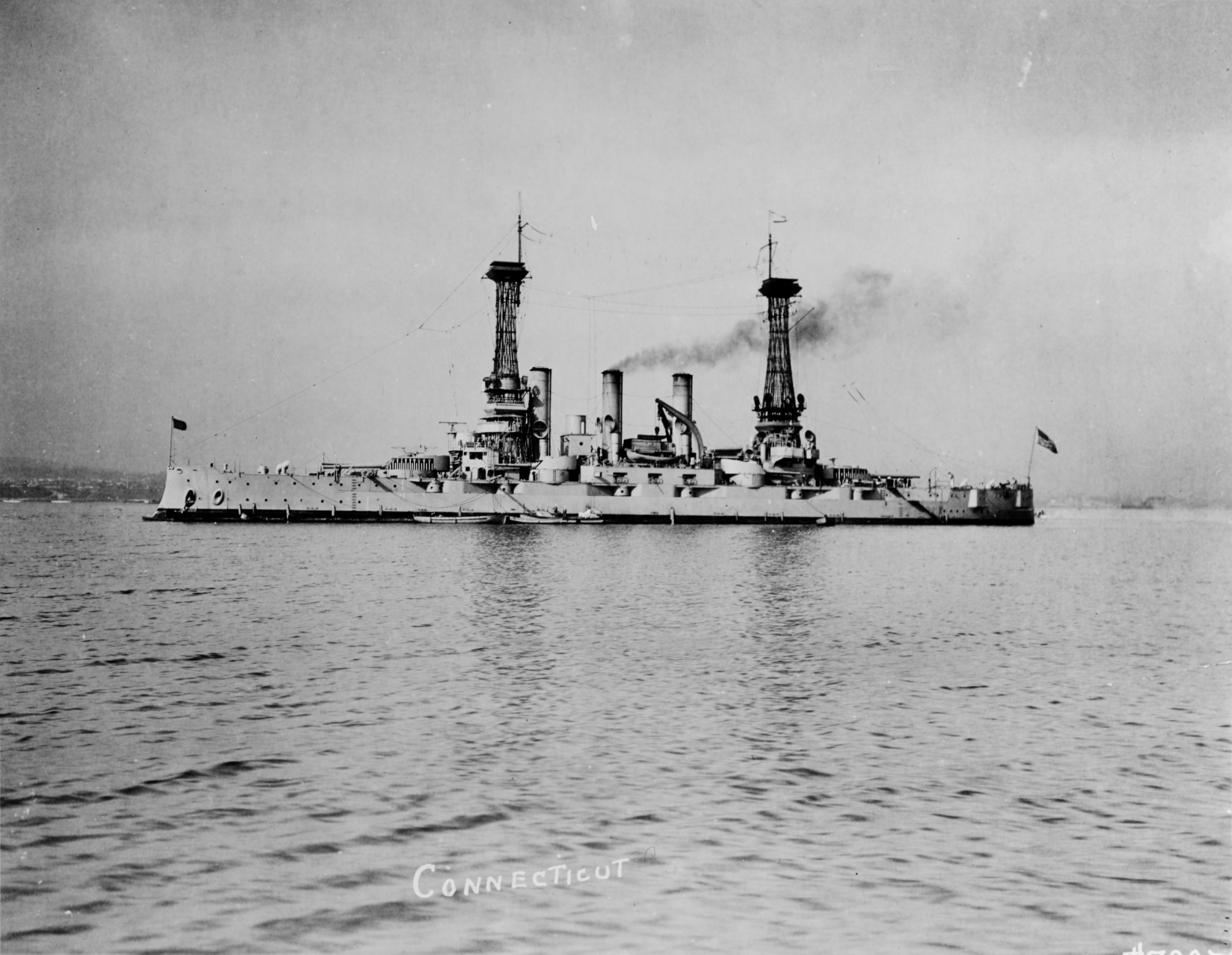
O Connecticut fotografado em 1920

No final da guerra, o Connecticut foi designado para a Força de Cruzeiros e Transporte para serviço e, de 6 de janeiro a 22 de junho de 1919, ele fez quatro viagens para repatriar as tropas na França. Em 6 de janeiro, ele deixou Hampton Roads, com destino a Brest, na França, onde embarcou mil soldados. Depois de trazê-los para Nova York, chegando em 2 de fevereiro, o Connecticut viajou de volta para Brest e recuperou o 53.º Regimento Pioneiro, uma companhia de fuzileiros navais e uma companhia de policiais militares, 1.240 soldados ao todo. Esses homens foram entregues em Hampton Roads, em 24 de março. Depois de dois meses, o Connecticut fez outra viagem ao exterior: após um curto período de folga em Paris, ele embarcou 891 homens, vários dos 502.º Corpo de Engenheiros do Exército, um destacamento médico e a Cruz Vermelha. Eles foram deixados em Newport News, em 22 de junho. Em 23 de junho de 1919, depois de ter retornado mais de 4.800 homens, o Connecticut foi redesignado como capitânia do Segundo Esquadrão de Encouraçados da Frota do Atlântico, sob o comando do vice-almirante Hilary P. Jones.
Enquanto estava baseado na Filadélfia, nos próximos 11 meses, o Connecticut treinou aspirantes. Em 2 de maio de 1920, duzentos aspirantes embarcaram no navio para um cruzeiro de treinamento. Na companhia dos outros encouraçados de seu esquadrão, o Connecticut navegou para o Caribe e pelo Canal do Panamá, a fim de visitar quatro portos de escala: Honolulu, Seattle, São Francisco e Baía de São Pedro (Los Angeles e Long Beach). Depois de visitar os quatro, o esquadrão voltou pelo canal, regressando para casa. No entanto, o motor do Connecticut falhou três dias depois de transitar pelo canal, exigindo que o New Hampshire rebocasse o encouraçado para a Baía de Guantánamo. A dupla chegou em 28 de agosto. Os aspirantes foram desembarcados lá, e o vice-almirante Jones transferiu sua bandeira do Connecticut para sua nova nau capitânia, Kansas. O navio de reparos da Marinha Prometheus foi despachado de Nova York em 1.º de setembro para rebocar Connecticut para a Filadélfia; eles chegaram ao estaleiro em 11 de setembro.

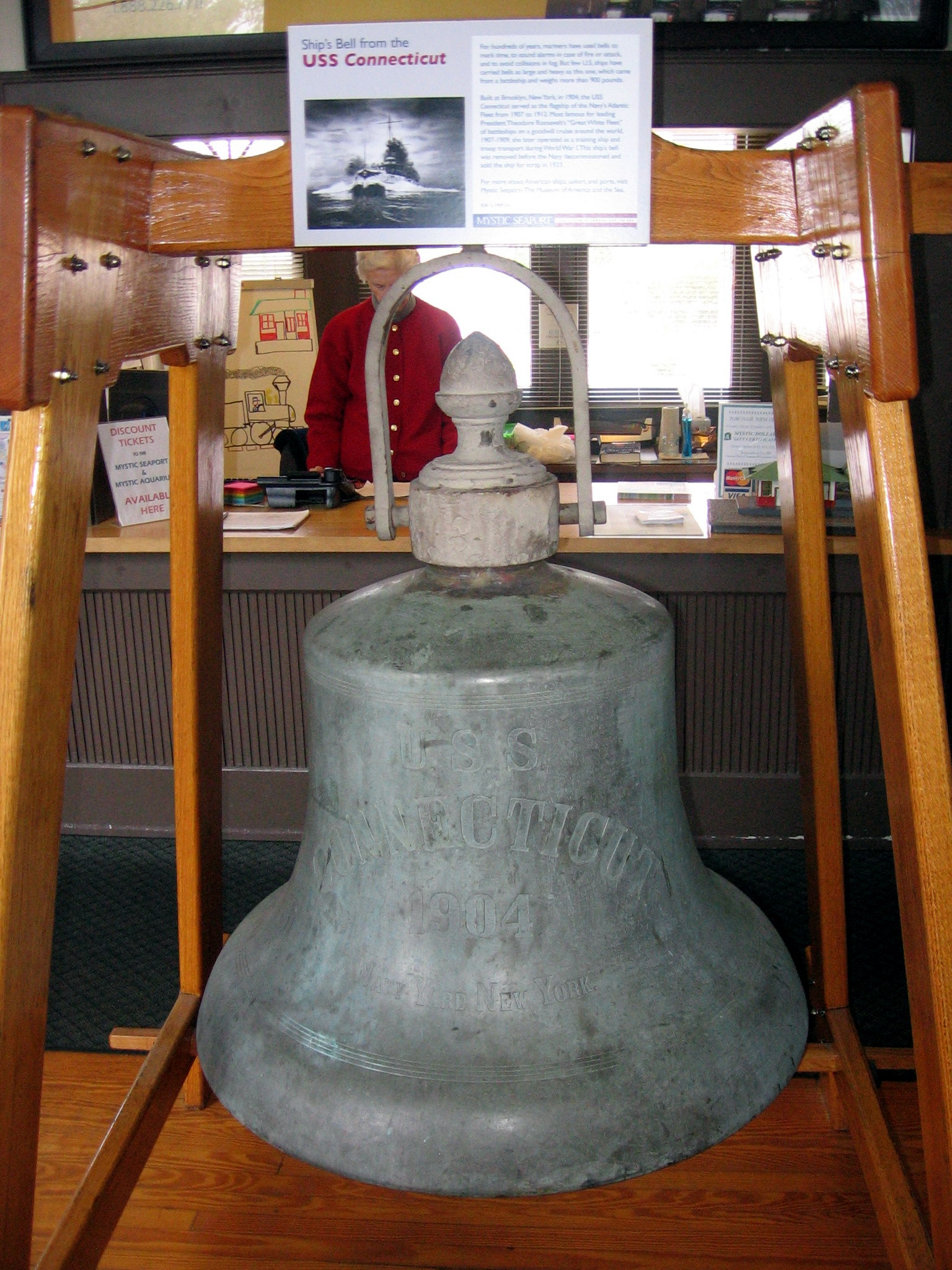
O sino do Connecticut em exibição na Estação Mística, Connecticut

Em 21 de março de 1921, o Connecticut tornou-se novamente a nau capitânia do Segundo Esquadrão de Encouraçados quando o contra-almirante Charles Frederick Hughes assumiu o comando. Os navios da esquadra partiram da Filadélfia, no dia 7 de abril, para realizar manobras e exercícios de treinamento ao largo de Cuba, mas voltaram para participar da Revista Presidencial em Hampton Roads, no dia 28 de abril. Depois de participar das comemorações da Academia Naval no Memorial Day, o Connecticut e seus companheiros de esquadrão partiram em um cruzeiro de aspirantes que os levou para a Europa. Em 28 de junho, o Connecticut recebeu uma delegação norueguesa que incluía o Rei Haakon VII, o Primeiro-ministro Otto Blehr, o Ministro da Defesa e o Primeiro Lorde do Mar da Defesa Marítima Norueguesa. Após chegar a Portugal, no dia 21 de julho, o encouraçado hospedou o Governador Civil da Província de Lisboa e o Comandante-em-Chefe da Armada Portuguesa. Seis dias depois, o Connecticut recebeu o presidente português, António José de Almeida. O esquadrão de encouraçados partiu para a Baía de Guantánamo, no dia 29 de julho, e, ao chegar lá, permaneceu para treinos e exercícios de artilharia. O Connecticut, deixando o resto do esquadrão, partiu para Annapolis e desembarcou seus aspirantes em 30 de agosto, depois seguiu para a Filadélfia.
O Connecticut partiu de Filadélfia, para a Califórnia, em 4 de outubro, para servir na Frota do Pacífico. Depois de passar em San Diego, em 27 de outubro, ele chegou em 28 de outubro, a San Pedro, onde o contra-almirante H.O. Stickney o designou como a nau capitânia do Frota de Treino do Pacífico. Nos meses seguintes, o Connecticut navegou ao longo da costa oeste, participando de exercícios e comemorações. Sob os termos do Tratado Naval de Washington, que estabelecia limites de tonelagem para as nações signatárias, a Marinha designou o Connecticut para sucateamento. Iniciando sua viagem final em 11 de dezembro, ele fez uma viagem de cinco dias para o Puget Sound Navy Yard, onde foi descomissionado em 1º de março de 1923. Em 1º de novembro de 1923, o ex-Connecticut foi vendido como sucata para a Walter W. Johnson, de San Francisco, por 42.750 dólares americanos. Em junho de 1924, o rebocador SS Roosevelt estabeleceu um recorde para o maior reboque por um único navio da história quando rebocou Connecticut de Seattle para Oakland, Califórnia, para demolição.